# New Body Rhumba
«New Body Rhumba» es una canción de 2022 de la banda de rock estadounidense LCD Soundsystem, grabada para la banda sonora de la película Ruido de fondo de Noah Baumbach de 2022. Fue estrenado como sencillo digital el 30 de septiembre de 2022 a través de DFA y Columbia Records.

## Trasfondo y composición
"New Body Rhumba" fue escrita y grabada específicamente para la banda sonora de la película Ruido de fondo de Noah Baumbach de 2022. La película es una adaptación de la novela de 1985 del mismo nombre, de la que tanto Baumbach como el líder de LCD Soundsystem, James Murphy, habían sido fanáticos; esto, junto con su amistad y colaboración anteriores, dio como resultado que Baumbach se acercara a Murphy para crear una canción original para la banda sonora de la película.
Está escrito por el baterista Pat Mahoney, Murphy y la teclista Nancy Whang, con producción y mezcla de Murphy. Musicalmente, Jason Jeong de Pitchfork lo describió como "dance punk geométrico, amigable con el cencerro" y Alex Hudson de Exclaim! como una canción dance punk vintage de LCD Soundsystem. Incluye "un bucle de guitarra irregular, percusión con aplausos y sintetizadores nervudos", así como voces de falsete ocasionales de Murphy. La canción finalmente llega a su clímax con un crescendo que Jeong describió como "un paisaje onírico electrónico arremolinado" que incluye "sintetizadores estrellados". Líricamente, la canción es introspectiva con comentarios conscientes y políticos. Jeong escribe que Murphy "brama sobre el deseo capitalista de más, más, más... burlándose de un mundo de ensaladas rápidas e informales y trabajos temporales", mientras que Hudson escribe que Murphy "[aulla] sobre la superación personal y los males modernos".

## Lanzamiento y recepción
"New Body Rhumba" se estrenó como sencillo digital el 30 de septiembre de 2022 a través de DFA Records y Columbia Records. Es el primer estreno de material original de LCD Soundsystem en cinco años y fue revelado en agosto de 2022 por Variety. Ha sido lanzado para su consideración para un Premio Óscar. DFA declaró en Instagram que la canción recibirá un lanzamiento sencillo de 12 pulgadas en el futuro. La portada muestra a Murphy con una máscara de Steve Nebesney que Nebesney hizo para Murphy para Halloween en 2000. Nebesney es un compañero de trabajo en DFA, que Murphy cofundó, así como un viejo amigo de Murphy, habiendo tocado juntos en una banda de rock gótico durante la década de 1980.
Justin Curto de Vulture dio una crítica positiva de la pista por su "línea de bajo funky y punky" y sugiere que la banda podría ganar un premio de la Academia por su inclusión en la película. Andrew Flanagan de NPR relaciona esto con canciones anteriores de LCD Soundsystem que "apenas bordean la línea" de ser anodino y critican esta canción por tener "un cansancio aquí que no fue tan importante la última vez", con "sin el clásico sustain y liberación de LCD. Solo trotar por la pradera, por la razón que sea". Una reseña de la película en The New York Times destaca la canción en particular y señala cómo la audiencia en la 79.ª edición del Festival Internacional de Cine de Venecia respondió positivamente.

## Personal
Personal adaptado de Tidal.
LCD Soundsystem
- Pat Mahoney - música, letras
- James Murphy - música, letras, producción, mezcla
- Nancy Whang - música, letras